# Geoffroy de Gorron
Pour les autres membres de la famille, voir Famille de Gorron.
Pour les articles homonymes, voir Gorron (homonymie).
 (mars 2025).
La mise en forme du texte ne suit pas les recommandations de Wikipédia : il faut le « wikifier ».
Les points d'amélioration suivants sont les cas les plus fréquents :
- Les titres sont pré-formatés par le logiciel. Ils ne sont ni en capitales, ni en gras.
- Le texte ne doit pas être écrit en capitales (les noms de famille non plus), ni en gras, ni en italique, ni en « petit »…
- Le gras n'est utilisé que pour surligner le titre de l'article dans l'introduction, une seule fois.
- L'italique est rarement utilisé : mots en langue étrangère, titres d'œuvres, noms de bateaux, etc.
- Les citations ne sont pas en italique mais en corps de texte normal. Elles sont entourées par des guillemets français : « et ».
- Les listes à puces sont à éviter, des paragraphes rédigés étant largement préférés. Les tableaux sont à réserver à la présentation de données structurées (résultats, etc.).
- Les appels de note de bas de page (petits chiffres en exposant, introduits par l'outil «  Source ») sont à placer entre la fin de phrase et le point final[comme ça].
- Les liens internes (vers d'autres articles de Wikipédia) sont à choisir avec parcimonie. Créez des liens vers des articles approfondissant le sujet. Les termes génériques sans rapport avec le sujet sont à éviter, ainsi que les répétitions de liens vers un même terme.
- Les liens externes sont à placer uniquement dans une section « Liens externes », à la fin de l'article. Ces liens sont à choisir avec parcimonie suivant les règles définies. Si un lien sert de source à l'article, son insertion dans le texte est à faire par les notes de bas de page.
- La présentation des références doit suivre les conventions bibliographiques. Il est recommandé d'utiliser les modèles {{Ouvrage}}, {{Chapitre}}, {{Article}}, {{Lien web}} et/ou {{Bibliographie}}. Le mode d'édition visuel peut mettre en forme automatiquement les références.
- Insérer une infobox (cadre d'informations à droite) n'est pas obligatoire pour parachever la mise en page.

Pour une aide détaillée, merci de consulter Aide:Wikification.
Si vous pensez que ces points ont été résolus, vous pouvez retirer ce bandeau et améliorer la mise en forme d'un autre article.

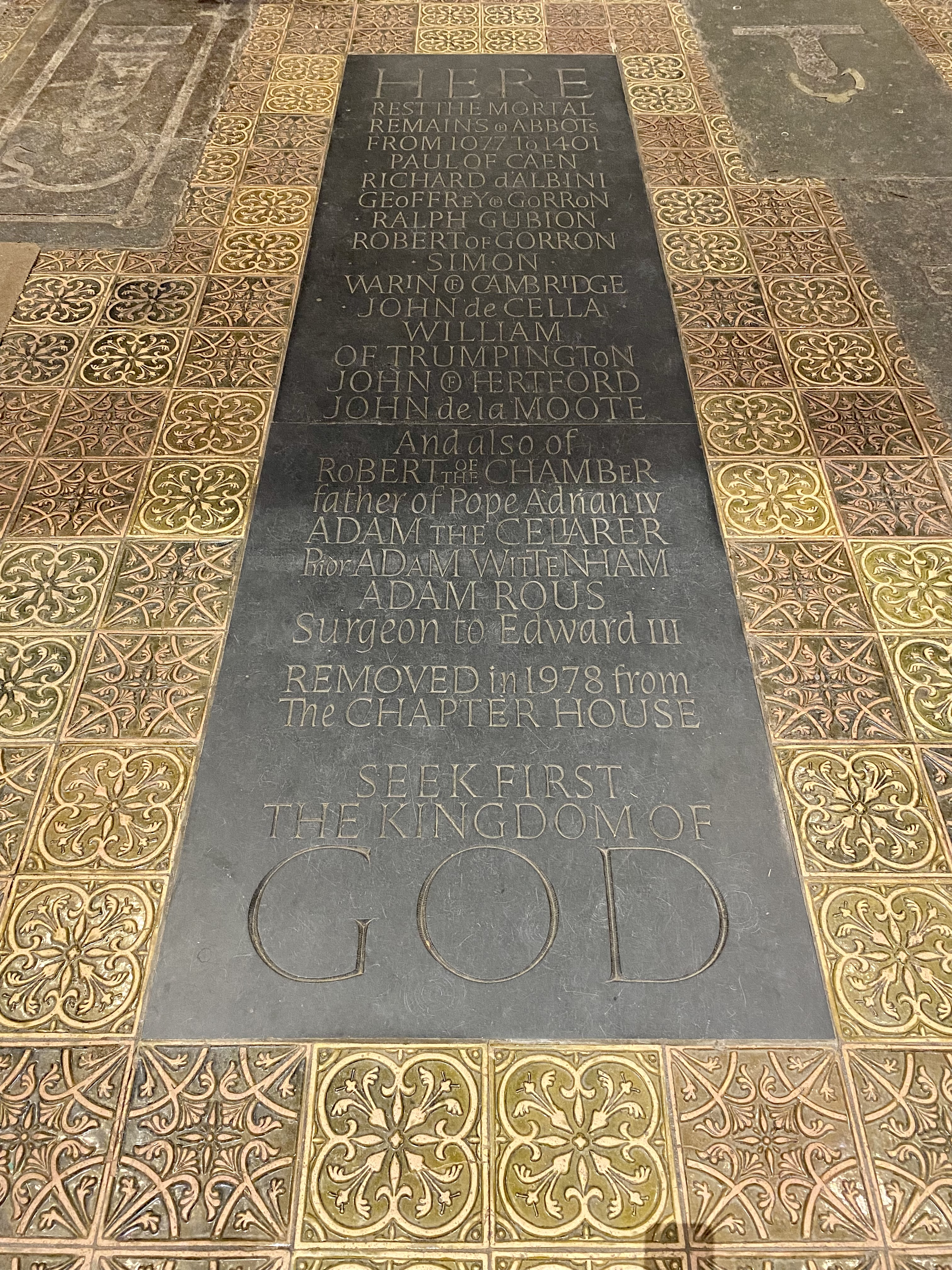
Plaque marquant la réinhumation en 1978 des restes de Geoffrey de Gorham et d'autres abbés de St Alban.

Geoffroy de Gorron (ou encore de Gorham, ou Goreham, parfois aussi appelé Geoffroy de Dunstable, ou encore Geoffroy du Mans), mort à St Albans, dans le Hertfordshire, le 26 février 1146, est un érudit et un religieux anglo-normand qui devient abbé de St Albans de 1119 à 1146.

## Vie
Geoffroy de Gorron, né à La Tannière[réf. incomplète], faisant partie alors du duché de Normandie, est issu de la Famille de Gorron, originaire de la Mayenne actuelle. Il est invité dans le Royaume d'Angleterre par Richard d'Aubeney, abbé de Saint-Albans, pour servir de maître à ses jeunes religieux. À son arrivée, il découvre qu'en raison du retard de son voyage, un autre a été désigné, sur quoi il ouvre une école à Dunstable[réf. nécessaire].
Selon les Gesta Abbatum Monasterii Sancti Albani (Les actes des abbés du monastère de Saint-Alban), Geoffroy met en scène un mystère sur sainte Catherine. Une catastrophe qui pouvait le perdre décide de sa vocation et de sa fortune[réf. incomplète]. Une chronique raconte comment à l'occasion de la fête de Sainte-Catherine[réf. incomplète], il a emprunté des chapes à la cathédrale de Saint-Alban pour la représentation mais qu'il a eu le malheur de perdre ses livres et les chapes dans un incendie arrivée dans sa maison dans la nuit qui a suivi la représentation. Pour se racheter auprès de Dieu et du saint de la perte des chapes, il décide de devenir moine à l'abbaye de Saint-Alban.
Il avait probablement été recommandé aux frères par son prédécesseur comme étant une personne apte à occuper ce poste. Il y avait eu de grandes dissensions dans cette abbaye entre les moines anglais et normands de 1093 à 1097 ; ces derniers se révélant le parti le plus puissant commencèrent à accorder leur promotion à des proches. Cette circonstance poussa sans doute Geoffroy de Gorron à venir en Angleterre et amena également plusieurs de ses parents en Angleterre au vu de sa situation.

### Abbé
Il devient prieur et est finalement élu abbé à la mort de Richard d'Aubeney, en 1119. Il y régné pendant 26 ans où l'abbaye prospère. Il construit une salle des invités et une infirmerie avec une chapelle. Bien qu'il dépense de grosses sommes pour un nouveau sanctuaire de saint Alban, il n'hésite pas, pendant une année de famine, à retirer les plaques d'argent et à les utiliser pour soulager les pauvres. Il transfère le corps du saint dans le sanctuaire achevé le 2 août 1129. Il fonde également l'hôpital de Saint-Julien pour les lépreux, sur la route de Londres.[réf. nécessaire]
Pendant les guerres du règne du roi Étienne, il fait fondre d'autres pièces d'argenterie et les offre à Guillaume d'Ypres et au 1er comte d'Arundel, en rançon pour la ville de Saint Albans qu'ils menacent d'incendier.

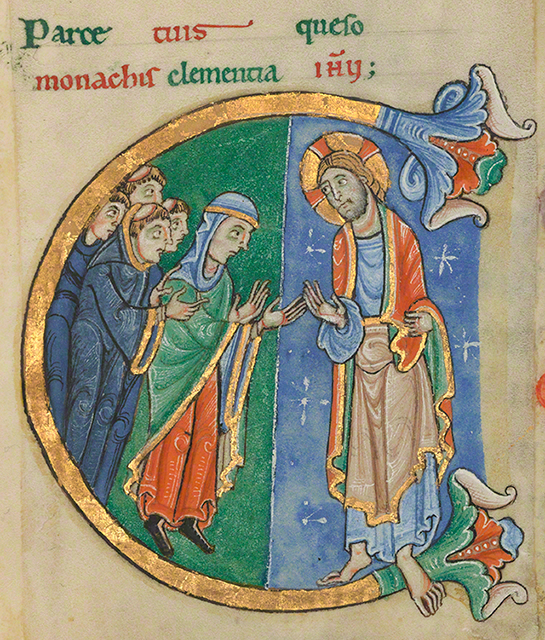
Psautier de Saint-Alban.

Geoffroy dote le prieuré de Sopwell. Le prieuré de Markyate, dans le Hertfordshire, a été fondé en 1145, dans un bois qui faisait alors partie de la paroisse de Caddington et appartenait au doyen et au chapitre de la cathédrale Saint-Paul de Londres. La maison a été construite sous le patronage de Geoffroy, pour son amie, l'anachorète Christina de Markyate.[réf. nécessaire]
Jane Geddes et d'autres chercheurs ont suggéré que l'estime de Geoffroy pour la prieure était telle qu'il lui fit faire un psautier en cadeau et, pour célébrer leur amitié a fait placer un « C » enluminé au début du psaume 105.
Geoffrey de Gorron meurt à Saint Albans le 26 février 1146. Son neveu, Robert de Gorron devient le dix-huitième abbé en 1151. Les religieux ont célébré pendant longtemps son anniversaire par une aumône annuelle, faite aux pauvres le jour de sainte-Catherine[réf. incomplète]. Il est l'auteur d'un traité de Sacramento[réf. incomplète].

### Promotion familiale
Matthieu Paris, futur moine à Saint-Alban un siècle plus tard dans un compte-rendu très détaillé des actes de l'abbé Geoffroy de Gorron dénonce sévèrement sa propension à promouvoir les intérêts de ses parents au détriment du couvent. Il est notamment mentionné qu'il « construisit une salle à Westwick pour l'usage d'un certain ami et parent à lui qui avait été un bienfaiteur du couvent ». Pour George Cornelius Gorham, cet avantage est sans doute lié au Gorhambury House. Pour Georges-Cornelius Gorham, cette salle était, sans aucun doute, le manoir de Westwick-Gorham, ou Gorhambury ; et le parent auquel il est fait allusion était son beau-frère, Hugh, le fils de Humbald, à qui l'abbé Geoffroy de Gorron avait donné sa propre sœur en mariage, ainsi que « tout le domaine de Westwick », bien qu'étant de droit «approprié au réfectoire des moines ». Ce manoir fut accordé à Saint-Alban par Æthelred le Malavisé à l'époque de l'abbé Ælfric d'Abingdon (son chancelier) vers 990 après J.C. Il fut loué à vie vers 1080 à Humbald par l'abbé Paul de Caen, à la demande de son parent l'archevêque Lanfranc, à la condition expresse qu'il ne l'aliénerait pas. Malgré cette restriction, l'abbé Geoffryy de Gorron, sans le consentement de son couvent, accorda ce manoir à perpétuité à Hugh, le fils de Humbald, comme dot de mariage de sa sœur, vers l'an 1130.[réf. nécessaire]
Pas moins de cinq membres de sa famille (lui-même compris) sont cités par Matthieu Paris comme étant en Angleterre à cette époque : Geoffroy de Gorron, Robert et Raoul ses neveux, Henri (probablement son frère, parrain de Robert) et sa sœur. Quatre, sinon toutes, au moins, de ces personnes ont largement profité du patronage de l'abbaye de Saint-Alban.